# Gente despierta
Gente despierta fue el programa de radio nocturno de RNE, dirigido y presentado por Carles Mesa, que se emite de martes a viernes de 00h00h a 3h00 en RNE, Radio 5 y Radio Exterior. 
El formato lo creó el propio Carles Mesa, presentador y director del formato entre 2013 y 2019 y desde 2023, al que le sustituyó Alfredo Menéndez entre 2019 y 2022 y Julia Varela entre 2022 y 2023.
Según datos del Estudio general de medios (EGM), se sitúa como el segundo magacín nocturno más escuchado con 188.000 oyentes en julio de 2022.

## Algunas secciones
- Paco Tomás'"La Libreta"
- Olga Viza'"Rufus".
- Borja Terán "Crónicas Corrientes".
- Diana Navarro"La playlist de Diana Navarro"

## Equipo
- Director y presentador: Carles Mesa.
- Subdirector: David Sierra.
- Copresentador: Ramón Arangüena.
- Productor: Rodrigo Vivar.
- Coordinación: Luis Miguel Pascual.
- Realizador: Guillermo Mercado.
- Redacción: Carmen Nicolás, Ángela Fernández, Marta Pérez Reinoso y Maribel Sánchez de Haro.